# Ецелсроде
Ецелсроде (њем. Etzelsrode) општина је у њемачкој савезној држави Тирингија. Једно је од 32 општинска средишта округа Нордхаузен. Према процјени из 2010. у општини је живјело 110 становника. Посједује регионалну шифру (AGS) 16062006.

## Географски и демографски подаци
Ецелсроде се налази у савезној држави Тирингија у округу Нордхаузен. Општина се налази на надморској висини од 224 метра. Површина општине износи 3,5 km². У самом мјесту је, према процјени из 2010. године, живјело 110 становника. Просјечна густина становништва износи 31 становника/km².